# Dubokomorski skulpini
Dubokomorski skulpini (lat. Abyssocottidae), porodica riba iz razreda Scorpaeniformes. Obuhvaća sedam slabo ispitanih rodova s 24 vrste. Žive na velikim dubinama Bajkalskog jezera u Sibiru i hrane se bentoskim životinjama.
Najveća vrsta među njima je Procottus jeittelesii koji naraste do 28 centimetara dužine.

## Rodovi
1. Abyssocottus Berg, 1906
  1. Abyssocottus elochini Taliev, 1955
  2. Abyssocottus fuscus Bogdanov, 2013
  3. Abyssocottus gibbosus Berg, 1906
  4. Abyssocottus godlewskii
  5. Abyssocottus korotneffi Berg, 1906
  6. Abyssocottus pumilus Bogdanov, 2013
2. Asprocottus Berg, 1906
  1. Asprocottus abyssalis Taliev, 1955
  2. Asprocottus herzensteini Berg, 1906
  3. Asprocottus intermedius Taliev, 1955
  4. Asprocottus korjakovi Sideleva, 2001
  5. Asprocottus minor Sideleva, 2001
  6. Asprocottus parmiferus Taliev, 1955
  7. Asprocottus platycephalus Taliev, 1955
  8. Asprocottus pulcher Taliev, 1955
3. Cottinella Berg, 1907
  1. Cottinella boulengeri (Berg, 1906)
4. Cyphocottus Sideleva, 2003
  1. Cyphocottus eurystomus (Taliev, 1955)
  2. Cyphocottus megalops (Gratzianov, 1902)
5. Limnocottus Berg, 1906
  1. Limnocottus bergianus Taliev, 1935
  2. Limnocottus godlewskii (Dybowski, 1874)
  3. Limnocottus griseus (Taliev, 1955)
  4. Limnocottus pallidus Taliev, 1948
6. Neocottus Sideleva, 1982
  1. Neocottus thermalis Sideleva, 2002
  2. Neocottus werestschagini (Taliev, 1935)
7. Procottus Gratzianov, 1902
  1. Procottus gotoi Sideleva, 2001
  2. Procottus gurwicii (Taliev, 1946)
  3. Procottus jeittelesii (Dybowski, 1874)
  4. Procottus major Taliev, 1949